# Control Machete
Control Machete — мексиканський хіп-хоп гурт з міста Монтеррей, штат Нуево-Леон. До гурту входять Fermín IV, Патрісіо «Пато» Чапа Елісальде (ісп. Patricio "Pato" Chapa Elizalde) і Антоніо «Той Кенобі» Хернандес (ісп. Antonio "Toy Kenobi" Hernández).

## Історія
Гурт здобув популярність після виходу пісні «Sí Señor» яка звучала у рекламі суперболу. Однак їхній дебютний альбом вже був бестселером з накладом 100 000 примірників у Мексиці і 400 000 в решті Латинської Америки.

## Дискографія
- Mucho Barato… (1997)
- Artillería Pesada, Presenta (1999)
- Spanglish (2001)
- Solo Para Fanáticos (2002)
- Uno, Dos: Bandera (2004)
- Eat, Breath, and Sleep (2006)